# Complesso di Santa Maria dello Splendore
Il complesso di Santa Maria dello Splendore è un luogo di culto di Napoli, sito in via Pasquale Scura,(ex Gradini S.Maria dei Sette Dolori) a Montecalvario.

## Storia
Fondata nel 1592 da Lucia Caracciolo nobildonna col conservatorio, ove ella con altre pie vergini‘si racchiuse sotto la regola francescana, che fu- diretto nel 1607 dal ven. Carlo Carafa, sotto di cui fu ampliato il luogo. La chiesa. ornata come vedesi nel 1823 a spese del sacerdote Angelo de Simone, professore di lingue orientali nella nostra Università, mostra nel soffitto alcuni affreschi del de Matteis, in una cappella un S. Francesco di buona mano; l’Assunta sul maggiore altare e le pitture nei muri laterali son cose moderne.(fonte G.A. Galante Guida sacra della città di Napoli - 1872)
per la dedicazione della chiesa, Giovanni Giovenale Ancina compose la lauda Vorrei Vergine Bella.
Danneggiato dal Terremoto dell'Irpinia del 1980, il complesso fu riammodernato e dal 1988 è un centro polifunzionale.